# Грутас
Парк Гру́тас или Гру́то (лит. Grūto parkas, на Западе место называют Stalinworld или Leninland) — частный парк-музей в Литве, расположенный неподалёку от города Друскининкай. Основан в 2001 году литовским бизнесменом Вилюмасом Малинаускасом.
Парк (и музей, находящийся при нём) имитирует стиль советских лагерей системы ГУЛаг.
В парке выставлена большая коллекция монументов, сооружённых в советскую эпоху в различных городах Литвы и демонтированных после восстановления независимости.
В коллекцию входят памятники Ленину, Сталину, Марксу, Дзержинскому, литовским коммунистам (Мицкявичюсу-Капсукасу и пр.), военным деятелям (Балтушис-Жемайтису, Уборевичу), партизанке Марите Мельникайте.
Также образцы визуального пропагандистского искусства (плакаты, лозунги и тп.), образцы военной и прочей техники того периода. В парке собрана коллекция витражей советской эпохи — характерных образцов литого и свинцово-паечного витража. В парке находится экспозиция «Узкоколейный поезд».
В парке также имеются кафе и зоопарк.